# Peyton List
Peyton List (Baltimore, 8 de agosto de 1986) é uma atriz norte-americana, mais conhecida por interpretar Jane Sterling na série de televisão Mad Men.

## Filmografia
| Ano  | Título                            | Papel                    | Notas |
| ---- | --------------------------------- | ------------------------ | --- |
| 2000 | Sex and the City                  | Blonde Girl #1           | Episódio: "Hot Child in the City"                                                                            |
| 2001 | Law & Order: Special Victims Unit | Patsy                    | Episódio: "Pixies"                                                                                           |
| 2003 | Law & Order: Special Victims Unit | Chloe Dutton             | Episódio: "Soulless"                                                                                         |
| 2003 | As the World Turns                | Lucy Montgomery          | 2001-2005 |
| 2005 | Smallville                        | Lucy Lane                | Episódios: "Lucy" e "Ambush" (2010)                                                                          |
| 2005 | Just Legal                        | Paradise Colvin          | Episódio: "Pilot"                                                                                            |
| 2005 | The Greatest Game Ever Played     | Sarah Wallis             | |
| 2005 | Without a Trace                   | Dina Kingston            | Episódio: "From the Ashes"                                                                                   |
| 2005 | CSI: Miami                        | Alexa Endecott           | Episódio: "Felony Flight"                                                                                    |
| 2005 | CSI: NY                           | Alexa Endecott           | Episódio: "Manhattan Manhunt"                                                                                |
| 2006 | One Tree Hill                     | Solaris                  | Episódio: "All Tomorrow's Parties"                                                                           |
| 2006 | Windfall                          | Tally Reida              | 11 episódios                                                                                                 |
| 2006 | Day Break                         | Ava                      | Episódio: "What If They Run?" Episódio: "What If He Lets Her Go?" Episódio: "What If He Can Change the Day?" |
| 2007 | Big Shots                         | Cameron Collinsworth     | 2007-2008 (11 episódios)                                                                                     |
| 2008 | Mad Men                           | Jane Sterling            | 2008-2009 (8 episódios)                                                                                      |
| 2008 | Shuttle                           | Mel                      | |
| 2008 | Moonlight                         | Tierney Taylor           | Episódio: "Click"                                                                                            |
| 2008 | Deep Winter                       | Elisa Rider              | |
| 2008 | Ghost Whisperer                   | Lorelei / Georgia Kent   | Episódio: "Save Our Souls"                                                                                   |
| 2008 | CSI: Crime Scene Investigation    | Michelle Tournay         | Episódio: "Leave Out All the Rest"                                                                           |
| 2009 | Monk                              | Tanya Adams              | Episódio: "Mr. Monk and the Magician"                                                                        |
| 2009 | FlashForward                      | Nicole Kirby             | 2009–2010 |
| 2010 | Smallville                        | Lucy Lane                | Episódio: "Ambush"                                                                                           |
| 2010 | Hawaii Five-0                     | Erica Harris             | Episódio: "Palekeiko"                                                                                        |
| 2011 | Charlie's Angels                  | Zoe Sinclair             | |
| 2012 | Meeting Evil                      | Tammy Strate             | |
| 2012 | 90210                             | Lindsey Beckwith         | 4 Episódios                                                                                                  |
| 2013 | The Tomorrow People               | Cara                     | Elenco Principal                                                                                             |
| 2015 | The Flash                         | Lisa Snart               | Episódio 16:"Rogue Time" 1° Temporada                                                                        |
| 2016 | Frequency                         | Raimy Sullivan           | Elenco Principal                                                                                             |
| 2018 | Gotham                            | Ivy Pepper               | Elenco recorrente 4º Temporada                                                                               |
| 2020 | Star Trek: Picard                 | Lieutenant Narissa Rizzo | Elenco recorrente 1a temporada                                                                               |